# Kanton Le Libournais-Fronsadais
 Le Libournais-Fronsadais  is een kanton van het Franse departement Gironde. Het kanton maakt deel uit van het arrondissement Libourne en telt 54.281  inwoners in 2018.
Het kanton  werd gevormd ingevolge het decreet van 20  februari 2014 met uitwerking op 22 maart 2015.

## Gemeenten
Het kanton omvat volgende gemeenten: 
- Arveyres
- Asques
- Les Billaux
- Cadarsac
- Cadillac-en-Fronsadais
- Fronsac
- Galgon
- Izon
- Lalande-de-Pomerol
- La Lande-de-Fronsac
- Libourne
- Lugon-et-l'Île-du-Carnay
- Mouillac
- Pomerol
- La Rivière
- Saillans
- Saint-Aignan
- Saint-Germain-de-la-Rivière
- Saint-Michel-de-Fronsac
- Saint-Romain-la-Virvée
- Tarnès
- Vayres
- Vérac
- Villegouge